# Oxydemeton-methyl
Oxydemeton-methyl (oft auch in der Falschschreibung Oxydemethon-methyl) ist ein 1:1-Gemisch (Racemat) zweier isomerer chemischer Verbindungen aus den Stoffgruppen der Thiophosphorsäureester und der Sulfoxide. Es ist als giftig und umweltgefährdend eingestuft. Oxydemeton-methyl ist ein Cholinesterasehemmer, wirkt als systemisches Insektizid und wurde von der Bayer AG im Jahr 1960 auf den Markt gebracht.

## Isomerie
Als unsymmetrisches Sulfoxid besitzt Oxydemeton-methyl ein Stereozentrum am Schwefelatom der Sulfoxidgruppe ist also chiral. Somit gibt es zwei Enantiomere, (R)-Oxydemeton-methyl und das dazu spiegelbildliche (S)-Oxydemeton-methyl. Oxydemeton-methyl wird als Racemat [1:1-Gemisch aus (R)-Oxydemeton-methyl und (S)-Oxydemeton-methyl] eingesetzt.

## Verwendung
Oxydemethon-methyl wird als systemisches Insektizid und Akarizid eingesetzt. Er dient zur Bekämpfung von Spinnmilben, Blattläuse, Sägewespen, Blattflöhen und anderen saugenden Insekten.

## Zulassung
In den Staaten der EU und in der Schweiz sind keine Pflanzenschutzmittel mit diesem Wirkstoff zugelassen.